# 우계 이씨
우계 이씨(羽溪 李氏)는 강원특별자치도 강릉시 옥계면을 관향으로 하는 한국의 성씨이다. 시조 이양식(李陽植)은 고려 때 좌복야(左僕射)를 지냈다.

## 시조
우계 이씨(羽溪 李氏)의 시조인 이양식(李陽植)은 경주 이씨(慶州 李氏) 시조 알평(謁平)의 46대손이자 중시조 이거명(李居明)의 11대손인 이선용(李宣用)의 둘째 아들로 고려 때 좌복야(左僕射)를 지냈다. 이양식(李陽植)의 아들 이순우(李純祐)는 의종 때 문과에 급제하여, 국자제주, 한림학사(翰林學士)를 거쳐 국자대사성(國子大司成)에 이르렀다. 이양식(李陽植)의 4대손 이구(李球)는 초명은 옥(沃)으로 고려 충렬왕 8년(1283년) 원(元)나라에 들어가 약관 18세에 진사(進士)에 급제하여 환국(還國)후, 고려 조정에 중용(重用)되어 예빈경(禮賓卿)에 이르렀으며, 당대의 문명(文名)을 날렸다. 특히 시문에 능하여 삼척(三陟) 죽서루에 그 시문과 더불어 오늘에까지 명성이 전래되고 있으며, 이구(李球)에 이르러 경주 이씨(慶州 李氏)에서 분적(分籍)하여 본관(本貫)을 우계(羽溪)로 하여 세계(世系)를 이어왔다. 녹전면에 속해있는 녹내리는 우계 이씨의 집성촌이다.

## 본관
우계(羽溪)는 강원도 강릉시(江陵市) 옥계면(玉溪面)에 위치했던 옛 지명이다. 본래 고구려의 우곡현(羽谷縣)이었는데, 통일신라 경덕왕 16년(757년) 우계(羽溪)로 고쳐서 삼척군(三陟郡)에 속하였다. 1018년(고려 현종 9)에 강릉에 속하였다. 조선 세조 때 강릉대도호부에 진관이 설치되면서 우계면으로 직촌이 되었다. 1914년 우계현의 옛 별호인 옥당(玉堂)의 이름을 따서 옥계면으로 개칭하였다.

## 분파
우계 이씨 전체를 크게 대파(大派)로 분류할 때 맏집인 종파(宗派) 및 둘째집인 옥천부원군파(玉泉府院君派)로 나누진다. 맏집인 종파(宗派)는 종파(홍천공파), 별좌공파, 감역공파, 참봉공파, 장사랑공파, 부사정공파, 사정공파, 사과공파, 직장공파로 분류되고 옥천부원군파(玉泉府院君派)는 찬성공파, 참판공파, 충위공파로 분류된다.
- 원수공파 - 이의
- 홍천공파(洪川公派) - 이대근
  - 습독공파 - 이효충, 이대근의 차남 이당의 장남
  - 구사공파 - 이성기, 이형진, 이대근의 차남 이당의 차남 이효랑의 손자
  - 취사공파 - 이여빈, 이당의 삼남 이효신의 차남
  - 녹전참판공파 - 이영, 이대근의 삼남
- 별좌공파(別坐公派) - 이양근
  - 망동파
  - 이로파
- 감역공파(監役公派) - 이성근
- 참봉공파(參奉公派) - 이준근
- 장사랑공파(將仕郞公派) - 이지근
  - 판관공파 - 이세무, 이지근의 증손
- 부사정공파(副司正公派) - 이경연, 이의의 손자 이인숙의 차남
  - 평산파 - 이지영, 이경연의 장남 이징의 차남
  - 충장공파 - 이복남, 이징의 손자 이광식의 삼남 이전의 둘째 손자
  - 현감공파 - 이덕남, 이광식의 삼남 이전의 셋째 손자
  - 송곡공파 - 이서우, 이징의 손자 이광식의 차남 이감의 4대손
  - 승지공파 - 이상우, 이감의 4대손
  - 성남파 - 이중석, 이광석, 이감의 6대손, 이상우의 셋째 아들 이인수의 아들들
- 사정공파(司正公派) - 이경생, 이의의 손자 이인숙의 삼남
- 사과공파(司果公派) - 이경화, 이의의 손자 이인숙의 사남
- 직장공파(直長公派) - 이원길, 이의의 차남
- 찬성공파(贊成公派) - 이지
- 참판공파(參判公派) - 이득성
- 충위공파(忠衛公派) - 이동대
  - 이로파
- 지군사공파 - 시조와의 계대가 실전된 파. 1984년 이후 족보에 참여하지 않음.

## 정치가
- 이구(李球, 1265년 ~ ?) : 초명은 옥(沃), 이양식의 5세손, 고려조 예빈성경
- 이억(李嶷) : 자는 신지(信之), 원군(原君), 호는 퇴은(退隱). 이구의 증손, 고려말기의 문신, 요동 정벌에 참가, 조선 개국원종공신 1등
- 이득성(李得成, 1429 ~ 1519) : 조선 전기의 문신. 호는 동은, 사간원정언
- 이수형(李秀亨, 1435년 ~ 1528년) : 자는 영보(英甫), 호는 도촌(桃村). 조선 전기의 문신. 음보로 선교랑 전생서령, 조봉대부 평시서령을 역임. 1455년 단종이 폐위되자 관직을 사퇴하고 단종이 유배된 청령포 근처 영월 수주 요선정에서 원호, 조려 등과 함께 모여 시국을 논하고 청령포를 찾아 단종의 안부인사를 전했다. 원주 치악산 정상에 올라 다시는 벼슬길에 나가지 않을 것을 맹세하고 바위에 이름을 새기고 내려왔다. 세조가 즉위 전의 교분이 있어, 식물과 전답을 하사하였으나 모두 거절하고 받지 않았다. 뒤에 단종이 사사되자 3년상을 마친 뒤, 삼면은 벽이고 북쪽으로 문이 있는 집을 짓고 평생을 은거하니 북쪽은 단종의 능침인 장릉이 있는 곳이다. 성종 때 다시 직첩이 내려졌으나 거절하였다. 70년간 단종을 추모하며 은거하다가 1528년에 사망하였다.
- 이지방(李之芳, 1466 ~ 1537)
- 이대근(李大根, ? ~ ?) 자는 불발(不拔), 조선 중기의 문신. 선교랑 관상감주부, 생원시 입격, 통훈대부 사헌부감찰, 주부, 홍천현감.
- 이광식(李光軾, 1493년 ~ 1563년) : 조선 중기 무신. 평안도병마절도사, 병조참판.
- 이전(李戩, 1517년 ~ ?) : 이광식의 아들. 자는 언우(彦祐). 경상좌병사, 평안도병마절도사, 훈련원도정 겸 부총관, 병조참판, 포도대장, 군기시제조, 비변사당상
- 이용(李庸+戈, 1533년 ~ 1591년) : 이광식의 아들. 자는 언선(彦善). 선전관 형조좌랑 형조정랑 길주목사 종성부사 전라좌수사 함경북도병마절도사 함경남도도순찰사 방어사 남병사 인천부사
- 이감(李敢) : 이광식의 아들. 조선조 병조참판, 도승지, 형조참판, 대사헌
- 이효린 : 이수형의 증손, 임진왜란 의병장
- 이성헌 : 이감의 아들. 조선조에 문과 급제, 승정원 승문원주서 성균관전적 판관 역임
- 이희헌(李希憲, 1569 ~ 1651) : 자는 가정(可正). 조선조 의과 급제, 정헌대부 동지중추부사 역 양천현령
- 이여빈(李汝馪, 1556 ~ 1629) : 이수형의 4대손, 조선조 벽사도찰방 성균관전적 진주 안동향교 제독
- 이잠(李土+岑, 1581 ~ 1655) : 이수형의 4대손, 문과 급제, 풍기군수, 홍문관교리
- 이복남(李福男, ? ~ 1597) : 조선 중기 무신. 이전의 손자. 1592년(선조 25) 나주판관, 1593년 전라방어사·충청조방장(忠淸助防將), 1594년 남원부사·전라도병마절도사, 1595년 나주목사, 1597년 왜적의 재침 때 전라병사(全羅兵使)로 남원에서 왜군과 싸우다가 전사하였다.
- 이명남 : 이감의 손자, 조선조 참판
- 이경항 : 이감의 증손, 이명남의 조카. 문과 좌랑 첨정
- 이서우 : 이경항의 넷째아들. 자는 윤보, 호는 송곡. 조선조 참판
- 이상우 : 자는 설지 또는 성택. 문과에 급제, 교서관 교리, 경안역찰방
- 이태망 : 조선조 승지, 아장
- 이봉래 : 조선조 부사, 승지
- 이휘도 : 자는 이시. 숙종 때 문과에 급제해 영조 때 찰방, 직강.
- 이상호 : 조선 후기의 학자, 효자.
- 이진주 : 숙종 때 문과에 급제해 영조 때 전적, 진보현감 역임.
- 이진만 : 조선 후기의 학자, 이여빈의 4대손
- 이현상(李顯相, 1770 ~ 1822) : 자는 상지, 호는 태화. 조선 후기의 문신, 시인.
- 이봉녕(1793 ~1871) : 자는 주경, 호는 분서. 조선 후기의 문신, 시인.
- 이재명(1830 ~ 1891) : 자는 보여, 고종 때 문과에 급제, 사헌부감찰, 집의 역임
- 이재정(1846 ~ ?)
- 이민선
- 이휘선(1865 ~ 1944) : 대한제국의 법관, 변호사, 일제 강점기의 변호사
- 이윤명 : 독립운동가
- 이원철 : 천문학자, 대학 교수
- 이정근 : 건국대학원장
- 이창근 : 제10대 강원도지사
- 이주석 : 전 경상북도 행정부지사
- 이하운 : (전)동양대학교 총장, (현)한국사학진흥재단 이사장

## 과거 급제자
우계 이씨는 조선시대 문과 급제자 15명을 배출하였다.
고려 문과
이순우(李純祐)
문과
이감(李戡) 이경익(李慶益) 이경제(李慶濟) 이경항(李慶恒) 이명남(李命男)
이상우(李商雨) 이서우(李瑞雨) 이성헌(李成憲) 이여빈(李汝馪) 이잠(李埁)
이재명(李在明) 이진주(李鎭周) 이징도(李徵道) 이평(李坪) 이현상(李顯相)
무과
이경여(李慶餘) 이대용(李大用) 이덕남(李德男) 이복남(李福男) 이봉래(李鳳來)
이봉수(李鳳壽) 이언복(李彦福) 이영부(李永富) 이유형(李惟馨) 이인남(李仁男)
이창(李昌)
생원시
이감(李戡) 이경제(李慶濟) 이경항(李慶恒) 이경흡(李景翕) 이광계(李光啓)
이광전(李光前) 이극(李) 이기령(李騏寧) 이로(李爐) 이명남(李命男)
이병두(李秉斗) 이서우(李瑞雨) 이성건(李成健) 이성화(李成樺) 이여혐(李汝馦)
이원빈(李元賓) 이이단(李以檀) 이재성(李在星) 이재승(李在升) 이정관(李正觀)
이진만(李鎭萬) 이진화(李鎭華) 이택선(李宅善) 이평(李坪) 이한방(李漢芳)
이현상(李顯相) 이흥문(李興門)
진사시
이경익(李慶益) 이경항(李慶恒) 이광전(李光前) 이교선(李敎善) 이번(李番)
이봉령(李鳳寧) 이석관(李碩觀) 이심(李審) 이여빈(李汝馪) 이재정(李在正)
이재헌(李在憲) 이중백(李重白) 이진만(李鎭萬) 이진주(李鎭周) 이창계(李昌啓)
이홍관(李弘觀) 이휘선(李徽善) 이희(李熺)
의과
이희헌(李希憲)

## 집성촌

### 서울특별시
- 서초구 염곡동・내곡동・원지동

### 경기도
- 남양주시 진접읍 금곡리・장현리・내각리
- 성남시 분당구 대장동 아랫장토리
- 포천시 일동면 기산리
- 안산시 단원구 초지동

### 충청남도
- 당진시
- 홍성군

### 강원특별자치도
- 원주시 부론면 단강리
- 삼척시 근덕면 교가리
- 삼척시 도계읍
- 삼척시 원덕읍 노곡리
- 춘천시 동면 장학리
- 정선군 신동읍

### 충청북도
- 충주시

### 황해북도
- 연백군 금산면 선암리
- 금천군 고동면 강정리

### 경상북도
- 울진군 근남면 수산리
- 안동시 녹전면 녹래리
- 영주시 상망동
- 영주시 부석면 감곡리 감실・석남
- 봉화군 봉화읍 도촌리
- 울진군 죽변면

### 대구광역시
- 북구
- 달성군

## 인구
- 1985년 3,390가구, 14,191명
- 2000년 4,689가구, 14,615명
- 2015년 19,585명

## 같이 보기
- 경주 이씨